# Bakan
Bakan is een bestuurslaag in het regentschap Centraal-Lombok van de provincie West-Nusa Tenggara, Indonesië. Bakan telt 5412 inwoners (volkstelling 2010).